# Верхняковский
Верхняко́вский — хутор в Верхнедонском районе Ростовской области.
Административный центр Верхняковского сельского поселения.

## История
В составе Области Войска Донского хутор входил в юрт Мигулинской станицы Усть-Медведицкого округа. На хуторе имелась однопрестольная Иоанно-Богословская церковь. На 1926 год хутор Верхняковский был центром Верхняковского сельсовета Мешковского района Донецкого округа.

## Население
| 1989 | 2002  | 2010 |
| ---- | ----- | ---- |
| 1173 | ↘1019 | ↘990 |

## Улицы
| - ул. Административная - ул. Дорожная - ул. Заречная - ул. Казачья - ул. Комсомольская | - ул. Мира - ул. Овражная - ул. Садовая - ул. Торговая - ул. Центральная |